# Джеффри VIII де Невилл
Джеффри (VIII) де Невилл (англ. Geoffrey de Neville; умер незадолго до 26 марта 1285) — английский землевладелец, феодальный барон Хорнби, второй сын сын Джеффри (VII) Фиц-Роберта де Невилла. Вместе со старшим братом Робертом I де Невиллом, бароном Рэби, принимал активное участие во Второй баронской войне, служа под началом будущего короля Эдуарда I. Позже занимал ряд должностей в королевской администрации: в 1270—1285 годах был главным судьёй лесов за Трентом, в 1275 году — главным оценщиком в Камберленде и Ланкашире пожалований, сделанными графами, баронами и прелатами, а также часто в качестве судьи принимал участие в работе различных комиссий по разбирательству уголовных дел, особенно в Северной Англии. В 1277—1283 годах участвовал в завоевании Уэльса Эдуардом I, а в 1283 году был вызван в парламент в Шрусбери.
Благодаря удачному браку на наследнице владений Лонгвиллеров Джеффри получил владения в трёх английских гравствах с центром в поместье Хорнби в Ланкашире, ставшем основой для процветания его потомков. От двух из пяти его сыновей пошли 2 линии ветви Невиллов из Хорнби, которая угасла в начале XV века.

## Происхождение
Джеффри происходил из знатного английского рода Невиллов. Его предки, первоначально носившие родовое прозвание Фиц-Малдредов, были потомками аристократов, имевших владения в Дареме в Северной Англии. Вероятно, они имели англосаксонские и, возможно, шотландские корни. Согласно поздним генеалогиям, Дольфин Фиц-Утред, первый достоверно известный предок Невиллов, был потомком Кринана, основателя Данкельдской династии — королей Шотландии. С середины XII века центром их владений было имение Стейндропе (ранее Стейнторп) в графстве Дарем. Владения Дольфина составляли 14000 акров. Основным местопребыванием рода было Рэби на севере Стейндропа, где в XIV веке был построен замок Рэби.
Внук Дольфина, Роберт Фиц-Малдред, женился на Изабелле, дочери Джеффри (VI) де Невилла, юстициария Йоркшира, ставшей после смерти бездетного брата наследницей владений Невиллов. В итоге их сын Джеффри (VII) Фиц-Роберт унаследовал обширные владения матери, в том числе Брансепет, Шериф Хаттон и земли в Линкольншире, а также принял патроним «де Невилл», поскольку носить нормандский патроним было престижнее и социально более выгодно, чем английский.
У Джеффри (VII) де Невилла известно трое сыновей. Наследником владений Невиллов был старший, Роберт I де Невилл. Его младшим братом был Джеффри. Третий сын, Джон, упоминается как клерк. Кроме того, у Джеффри известна ещё дочь по имени Агнес, которая была замужем дважды: за бароном Ричардом де Перси и Джоном IV Дейнкуром.
Личность матери Роберта и Джеффри вызывала споры среди историков. Долгое время считалось, что ей была Маргарет де Лонгвиллерс, однако в настоящее время установлено, что она была женой Джеффри (VIII). В посмертном расследовании, которое осуществлялось в июле 1249 года после смерти Джеффри (VII) де Невилла, его вдова названа Мейбл. При этом в Ланкаширском соглашении 1247 года упоминается Роберт де Невилл и его мать Джоан.

## Биография
Год рождения Джеффри не упоминается. После 1252 года он стал получать различные милости от короля, в том числе и денежную ренту, пока ему не были выделены земли из числа выморочных владений или опек. В 1259 году он вошёл в состав воинского отряда при дворе принца Эдуарда (будущего короля Эдуарда I).
Во время Второй баронской войны Джеффри, как и большинство других членов его семьи, поддерживал короля Генриха III, принимая активное участие в конфликте. В мае 1363 года Джеффри в числе других баронов получил вызов для военного похода короля против Лливелина ап Грифида, принца Уэльского.
В 1264 году он вместе с принцем Эдуардом попал в плен в битве при Льюисе, но через неделю его обменяли на Роберта Ньюингтонского, которого король захватил в битве при Нортгемптоне. После того как в 1265 году принц Эдуард смог сбежать из плена, Джеффри вновь присоединился к его армии. После разгрома армии Симона де Монфора, графа Лестера, в битве при Ившеме он участвовал в захвате Дувра. После того как наследник короля принял от вдовы Монфора капитуляцию Дуврского замка, он оставил Невилла там в качестве констебля до тех пор, пока не будет решено, кто должен занять эту должность на постоянной основе.
Личные владения Джеффри были не очень большими и совершенно не пострадали во время баронской войны. После победы Генрих III наградил его за проявленную верность, пожаловав некоторые поместья, конфискованные у побеждённых сторонников Монфора. Но в первую очередь владения Джеффри значительно увеличились за счёт брака с Маргарет де Лонгвиллер, дочерью и наследницей Джона де Лонгвиллера. Сам брак был заключён не позже февраля 1267 года, когда ему было даровано право организовать свободную торговлю в городе Эплби в Линкольншире, принадлежавшем жене. Полученные поместья располагались на территории трёх графств — Линкольншира, Ланкашира и в Западном райдинге Йоркшира. Главным владением доставшихся в приданое за женой земель было поместье Хорнби в Ланкашире, ставшее основой для процветания его потомков. Кроме него, она владела Эплби в Линкольншире, а также несколькими другими небольшими поместьями (Танстолл, Меллингом, Ратон, Браконсберк, Эргум, Веннингтон, Ра, Фарлтон и Кансфелд). Также Маргарет держала несколько поместий от других землевладельцев: в Хаттон-Лонгвиллерс (Йоркшир) от сэра Роджера де Моубрея, Фарнли, Киркеби, Гергрейв, Коллинг, Конидлей и Брарли — от графа Линкольна. Ещё одним приобретением стали водяная и ветряная мельницы, купленные у наследников Хью де Невилла — дальнего родственника, происходившего из эссекской ветви рода Невиллов, который присоединился к мятежникам во время войны. Впоследствии право на владение некоторыми из поместий было оспорено в рамках проводимых Эдуардом I расследований о правах на владение, в результате чего Хаттон-Лонгвиллерс было передано Джону де Ловето.
В 1270 году Джеффри был назначен главным судьёй лесов за Трентом, занимая её до самой смерти. В том же году он был одним из четырёх мировых судей, рассматривавших дела о преступлениях в лесах за Трентом.
Когда принц Эдуард в 1270 году отправился в Крестовый поход, Джеффри де Невил сопровождал его. После смерти Генриха III и восхождения на престо Эдуарда I, вернувшегося в Англию в 1274 году, он как и брат пролжал верно служить короне. В 1275 году Джеффри был назначен главным оценщиком в Камберленде и Ланкашире пожалований, сделанными графами, баронами и прелатами.
Когда Эдуард I начал завоевание Уэльса, Джеффри в 1277, 1282 и 1283 годах призывался для участия в военных кампаниях против Лливелина ап Грифида.
В 1280 году Джеффри и его жена оказались ответчиками в королевском суде, когда приор Торнхэма оспорил их право на охоту за пределами своих владений. Впрочем, это никак не повлияло на положение Невилла при дворе. Уже в следующем 1281 году он был отправлен вместе с другими двумя чиновниками совершить обход в районе болота Стейнонор, чтобы установить границу между графствами Йоркшир и Уэстморленд.
В 1282 году Джеффри был одним из душеприказчиков умершего старшего брата Роберта де Невилла, а в 1283 году был вызван королём в парламент в Шрусбери. Кроме того, он часто в качестве судьи принимал участие в работе различных комиссий по разбирательству уголовных дел, особенно в Северной Англии.
Последний раз Джеффри упоминается в приказе о назначение его главным судьёй северных лесов от 28 января 1285 года. Вскоре после этого он умер — не позднее 26 марта. Его наследником стал старший сын Джон. Поскольку он был несовершеннолетним, управление землями по воле Эдуарда I возвратилось к его матери, Маргарет де Невилл с условием, что она не выйдет повторно замуж без королевского разрешения.
От двух сыновей Джеффри, Джона (I) и Роберта (I), пошли 2 линии ветви Невиллов из Хорнби. Одна из них угасла в 1335 году со смертью Джона (II), единственного сына Джона (I), а вторая — в 1426 году после смерти внука Роберта (I) Роберта (III): его единственный сын Томас умер раньше отца, оставив только дочь, умершую без потомства, после чего владения Невилов из Хорнби были разделены между одной из дочерей Роберта и сыном второй дочери.

## Брак и дети
Жена: не позже февраля 1267 года Маргарет де Лонгвиллер (умерла в 1319), дочь и наследница Джона де Лонгвиллера. Дети:
- Джон I де Невилл (10 августа 1269 — 1319), феодальный барон Хорнби с 1285 года[9][17].
- Джеффри (IX) де Невилл[9][17].
- Роберт (I) де Невилл[9][17].
- Эдмунд де Невилл[9][17].
- Уильям де Невилл[9][17].
- Маргарет де Невилл; муж: Роберт из Норт-Милфорда[9][17].